# Stephan Goodwin
Stephan Goodwin es un deportista canadiense que compitió en taekwondo. Ganó dos medallas en los Juegos Panamericanos en los años 1991 y 1995.

## Palmarés internacional
| Juegos Panamericanos | Juegos Panamericanos      | Juegos Panamericanos | Juegos Panamericanos |
| Año                  | Lugar                     | Medalla              | Categoría            |
| -------------------- | ------------------------- | -------------------- | -------------------- |
| 1991                 | La Habana (Cuba)          | Medalla de plata     | –64 kg               |
| 1995                 | Mar del Plata (Argentina) | Medalla de bronce    | –76 kg               |